# Edward Burnell
Sir Edward Burnell († 23. September 1415 bei Harfleur) war ein englischer Ritter. 
Edward Burnell war der einzige Sohn von Hugh Burnell, 2. Baron Burnell und vermutlich von dessen zweiten Frau Joyce de Botetourt. In erster Ehe heiratete er Alienore Strange, in zweiter Ehe Elizabeth de la Pole, eine Tochter von Michael de la Pole, 2. Earl of Suffolk und von Katherine de Stafford. Als Ritter im Gefolge von Thomas of Lancaster, 1. Duke of Clarence nahm Burnell 1415 am Frankreichfeldzug von Heinrich V. teil. Bei der Belagerung von Harfleur erkrankte er und starb. Seine Witwe heiratete in zweiter Ehe Sir Thomas Kerdeston. Burnell hinterließ drei Töchter:
- Joyce Burnell (* um 1396) ⚭ Thomas Erdington
- Katherine Burnell (um 1407–1452)  ⚭ Sir John Radcliffe
- Margaret Burnell (* um 1409) ⚭ Sir Edmund Hungerford

Burnells Töchter wurden nach seinem Tod zu Erbinnen ihres Großvaters Hugh Burnell. Als das Erbe nach dessen Tod 1420 verteilt werden sollte, stellte sich jedoch heraus, dass große Teile der Besitzungen lehensrechtlich nur in männlicher Erbfolge weitergegeben wurden durften, andere Teile der Besitzungen wie Acton Burnell Castle wurden von William Lovel, 7. Baron Lovel, einem entfernten Verwandten beansprucht. Letztlich erbten Burnells Töchter nur einen kleinen Teil der Besitzungen ihres Großvaters.